# Jevgenij Bulančik
Jevgenij Bulančik (* 3. dubna 1922 – 17. listopadu 1995) byl sovětský atlet, překážkář, mistr Evropy v běhu na 110 metrů překážek z roku 1954.

## Sportovní kariéra
Jeho speciální disciplínou byl běh na 110 metrů překážek. Na olympiádě v Helsinkách v roce 1952 doběhl čtvrtý časem 14,1 s. V roce 1954 v Bernu se stal mistrem Evropy v této disciplíně.